# Houdoe

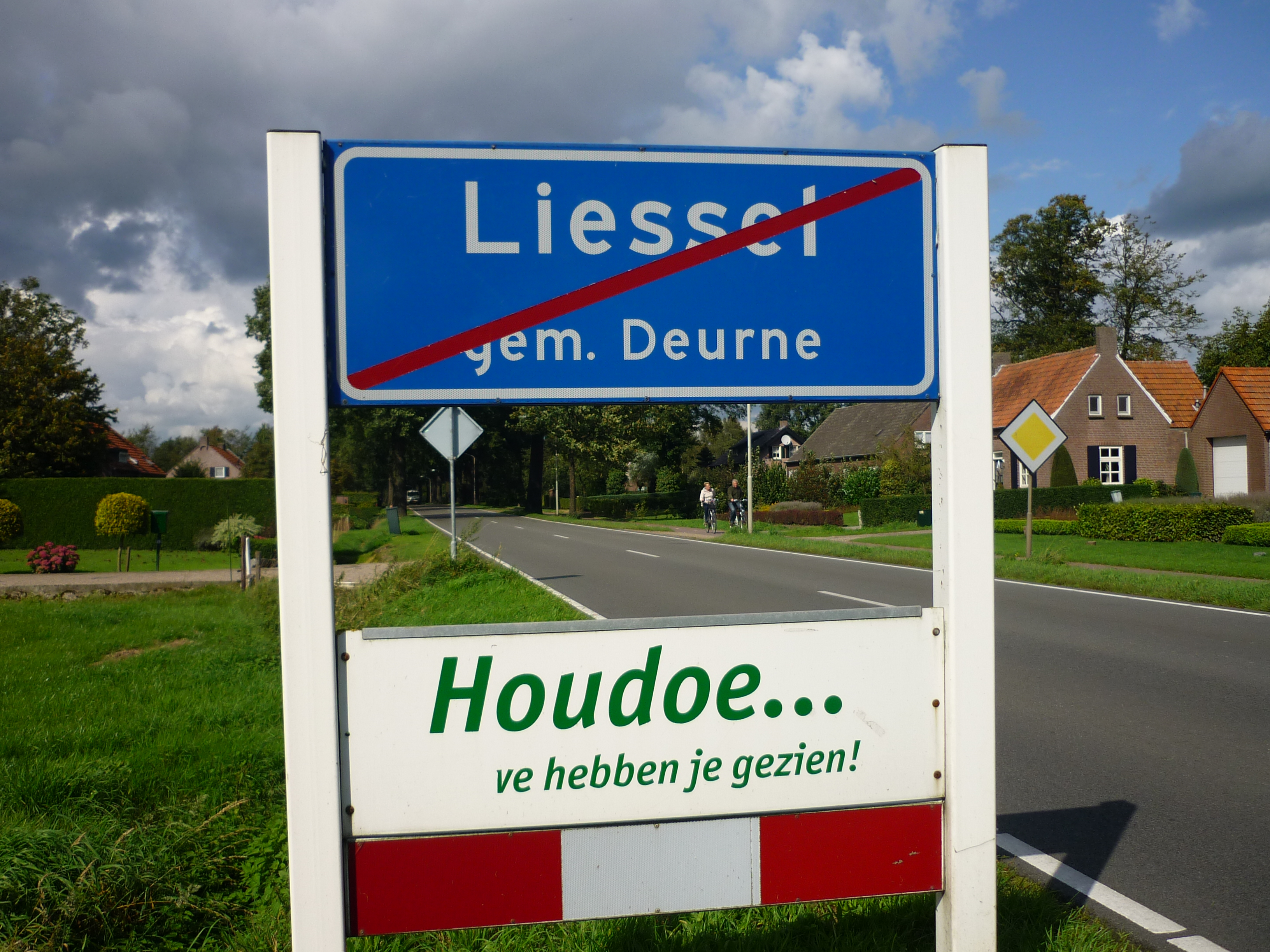
Plaatsnaambord in Liessel met het motto Houdoe... we hebben je gezien

Houdoe (met klemtoon op de eerste lettergreep) is een Brabants woord dat in grote delen van Noord-Brabant, het zuiden van Gelderland,  delen van Noord-Limburg en in delen van noord Antwerpen gebruikt wordt als afscheidsgroet. 

## Varianten
Hoewel er verschillende (meestal lokale) varianten op houdoe zijn, zoals hoedoe, houduu is houdoe veruit het meest te horen. Vaak wordt het woord gevolgd door hè (eej) of wàr. 
In het Noordwest-Brabants (ongeveer het gebied tussen, en met inbegrip van, Bergen op Zoom/Roosendaal, Steenbergen en Breda) is sprake van h-deletie, waardoor men hier oudoe zegt.
In Antwerpen wordt meestal de volledige term gebruikt: 'oudoe go' (hou je goed) en wordt er vaak nog aan toegevoegd: 'en tot ziens' (en tot weerziens).
In Belgisch Limburg wordt een gelijkaardig woord gebruikt: "haddig", "haddog" of "had'g'".

## Etymologie
Het woord is waarschijnlijk afgeleid van Houd oe (eige) goed (vrij vertaald: "houd jezelf goed", "pas goed op jezelf", "behoud uzelve").

### Alternatieve herkomst
Er zijn vele Franse woorden vanuit de Franse tijd in het Brabantse dialect blijven 'hangen' die door de tijd verbasterd zijn: de groet (h)oudoe stamt mogelijk af van het Franse woord adieu (A-Dieu). Een andere mogelijke afkomst wordt toegeschreven aan de perioden van de Spaanse Nederlanden. Hierbij is de Spaanse groet 'A Dios' blijven 'hangen' en verbasterd tot (h)oudoe.
Nog een mogelijke andere oorsprong van het woord kan zijn gelegen in het feit dat men elkaar in Brabant vroeger begroette met "God behoude U", uitgesproken op zijn Brabants als "God behoude oe". Het Brabantse dialect staat ook bekend om zijn vele inkortingen van woorden en zinnen. Mensen zouden daarmee het hebben ingekort tot "behoude oe", wat weer later is ingekort tot "houdoe".

## Varia
- In 2005 werd houdoe door de lezers van het Brabants Dagblad, het Eindhovens Dagblad en BN/De Stem verkozen als mooiste Brabantse woord.[1]